# 伊塔蒂亚亚
伊塔蒂亚亚是巴西里约热内卢州的一座城市。
巴西第一座国家公园伊塔蒂亚亚国家公园就位于该地区。